# Sharkproject
Sharkproject International (Eigenschreibung auch SHARKPROJECT International) ist eine internationale Initiative zum Schutz und zur Erforschung von Haien. Sie wurde 2002 in Deutschland gegründet und ist hauptsächlich in Deutschland, Österreich und der Schweiz aktiv.
Sharkproject International ist seit 2002 in das Vereinsregister am Gründungsort Offenbach am Main mit Sitz im hessischen Heusenstamm als auch seit 2021 in das Handelsregister des Schweizer Kantons Zürich mit Sitz in Affoltern am Albis eingetragen.

## Geschichte
Nach Gründung des Vereins Sharkproject International am 2. August 2002 in Offenbach am Main folgten 2008 die Gründungen von Sharkproject Germany als nationaler deutscher Verein und Sharkproject Switzerland als nationaler Schweizer Verein. 2010 wurde Sharkproject Austria als nationaler österreichischer Verein gegründet. 2016 wurde der Sitz von Sharkproject International von Offenbach am Main nach Heusenstamm verlegt.
Sharkproject erhielt nach eigenen Angaben als erste Meeresschutzorganisation im August 2008 das Spendensiegel des Deutschen Zentralinstituts für soziale Fragen (DZI) und hat dieses 2016 aus Kostengründen auslaufen lassen.
2021 wurde Sharkproject International in der Schweiz neu als Verein eingetragen, während der Verein weiterhin in Deutschland eingetragen ist.

## Arbeit

### Kampagnen

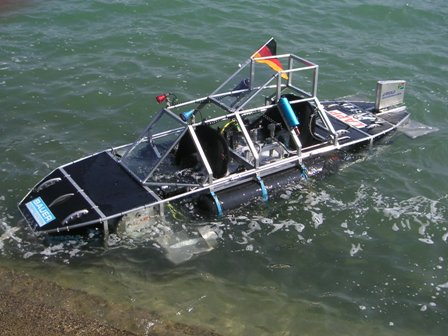
Das Sharkproject U-Boot SOV II bei einer Testfahrt im Bodensee

Sharkproject unterhielt nach eigenen Angaben verschiedene Kampagnen:
- Stop Finning – Stop the Trade richtet sich gegen das Abtrennen der Flossen zum Verzehr
- Stop Sales richtet sich gegen den Handel mit Hai-Produkten
- Born to be Wild Aufzucht von Katzenhaien zur späteren Auswilderung
- ein U-Boot zur direkten Erforschung von Haien
- Haidenkmale sind Unterwasserdenkmale, die an populären Tauchplätzen das Bewusstsein für Haie schärfen sollen
- Shark Awards, ein Positiv- und ein Negativpreis für den Bereich Haischutz

### Datenbanken
Sharkproject unterhält eine als Haiothek bezeichnete Online-Datenbank.

### Kooperationen
Sharkproject kooperiert im Rahmen seiner Arbeit nach eigenen Angaben mit verschiedenen Organisationen:
- Meereszentren bzw. Aquarien, z. B. das Meereszentrum Fehmarn
- verschiedene Schulen